# Muchtar Pakpahan
Muchtar Pakpahan (Tanah Jawna (Simalungun), 1953 - Jakarta, 21 maart 2021) was een Indonesisch journalist, vakbondsvoorzitter en mensenrechtenverdediger.

## Leven en werk
Pakpahan werkte tot 1990 als journalist voor verschillende bladen en als docent aan de Universitas HKBP Nommensen (Medan) en de Universitas Atma Jaya Jakarta (Jakarta).
Zijn bekendheid dankt hij vooral aan zijn rol als vakbondsvoorzitter voor Sekirat Buruh Sejahtera Indonesia (SBSI). Vanwege dit werk werd hij tussen 1994 en 1998 vastgezet. Tussendoor werd hij wel voor korte tijd vrijgelaten, maar direct weer vastgezet toen hij betrokken raakte bij onlusten.
Tijdens zijn gevangenschap kreeg hij een tumor aan zijn tong. Hij werd behandeld door Noord-Amerikaanse artsen en onder internationale druk stond Soeharto toe dat hij werd opgenomen in een ziekenhuis. Hij verzocht behandeld te worden in Nederland, Canada of Singapore. Dit stond Soeharto echter niet toe waardoor hij in een privékliniek belandde. Achteraf bleek hem dit echter juist de mogelijkheid te bieden aan de reformasi te werken. In het ziekenhuis had hij de beschikking over een telefoon en kon hij naar believen mensen ontvangen zoals Willy Peirens van het Vlaamse Algemeen Christelijk Vakverbond. Niettemin werd het na 1998 rond Pakpahan stil en werd Megawati Soekarnoputri de leidende figuur van de reformasi.
Voor zijn mensenrechtenstrijd werd hij in 1998 onderscheiden met de Nederlandse Geuzenpenning, samen met vier andere mensenrechtenverdedigers. Eind jaren negentig ontving hij verder de Kom Over Award van het Nederlandse Christelijk Nationaal Vakverbond.
In 2004 besloot hij afscheid te nemen van het vakbondswerk voor een loopbaan in de politiek. Hij richtte dat jaar de Partai Buruh Sosial Demokrat op (PBSD, Sociaal-Democratische Arbeidspartij). Hiermee wilde hij een gooi doen naar het presidentschap. Hij was echter kansloos en de verkiezingen werden dat jaar gewonnen door Susilo Bambang Yudhoyono van de Partai Demokrat.
- Gemeinsame Normdatei: 1240398603
- International Standard Name Identifier: 0000 0000 8249 6054
- Library of Congress Control Number: n89119727
- Nederlandse Thesaurus van Auteursnamen: 088156117
- Système universitaire de documentation: 154654000
- Virtual International Authority File: 63135338
- WorldCat: E39PBJmpgcQrcTvTY3x3fqhvHC